# 仲村優一
仲村 優一（なかむら ゆういち、1921年10月29日 - 2015年9月28日）は、日本の社会福祉学者、日本社会事業大学名誉教授。
東京出身。東京帝国大学卒。日本社会事業短期大学助教授、1961年日本社会事業大学教授、72年同大学長。1987年定年退任、名誉教授。放送大学教授、淑徳大学教授、学術顧問を歴任。日本学術会議会員。中央社会福祉審議会委員。1964年日本社会福祉学会の創立に参加。

## 著書
- 『ケイスワークの原理と技術 主として公的福祉における』全国社会福祉協議会 1962
- 『ケースワーク』誠信書房 社会福祉事業シリーズ　1964
- 『生活保護への提言』全国社会福祉協議会 全社協選書 1978
- 『社会福祉概論』誠信書房 1984
- 『生活福祉 生活問題と社会福祉の課題をさぐる』放送大学教育振興会 1987
- 『福祉を語る 21世紀前夜の風景・福祉100年の歩み 仲村優一対談集』全国社会福祉協議会 1987
- 『家庭の福祉』放送大学教育振興会 1989
- 『社会福祉』放送大学教育振興会 1991
- 『仲村優一社会福祉著作集』旬報社
  - 第1巻　社会福祉の原理 2003
  - 第2巻　社会福祉の展開　2003
  - 第3巻　社会福祉の方法 ケースワーク論　2003
  - 第4巻　社会福祉の方法 ケースワークをめぐる諸問題　2002
  - 第5巻　公的扶助論　2002
  - 第6巻　社会福祉教育・専門職論　2002
  - 第7巻　世界と日本の社会福祉　2003
  - 第8巻　社会福祉講話 2003

### 共編著
- 『社会福祉辞典』一番ヶ瀬康子,重田信一,吉田久一共編 誠信書房 1974
- 『社会福祉教室 健康で文化的な生活の原点を探る』三浦文夫,阿部志郎共編 有斐閣選書　1977
- 『ワークブック社会福祉 質問と解答』共編 有斐閣選書　1979
- 『ケースワーク教室 自立と人間回復をめざして』編 有斐閣選書　1980
- 『講座社会福祉』全9巻　佐藤進、小倉襄二、一番ヶ瀬康子共編 有斐閣 1981‐86
- 『社会福祉英和・和英用語辞典』小島蓉子,L・H・トムソン共編 誠信書房 1981
- 『現代社会福祉事典』岡本民夫、阿部志郎、三浦文夫、柴田善守、嶋田啓一郎共編 全国社会福祉協議会 1982
- 『自立生活への道 全身性障害者の挑戦』板山賢治共編 全国社会福祉協議会 1984
- 『生活と環境』矢部章彦共編著 放送大学教育振興会 1988
- 『戦後福祉の到達点』小山路男共編著 中央法規出版 明日の福祉 1988
- 『福祉のマンパワー』秋山智久共編著 中央法規出版 明日の福祉 1988
- 『福祉サービスの理論と体系 転換期をみすえて』編 誠信書房 1989
- 『世界の社会福祉』全12巻 一番ヶ瀬康子共編 旬報社 1998‐2000
- 『社会福祉援助技術』秋山智久共編 ミネルヴァ書房 セミナー介護福祉 2000
- 『社会福祉概論』秋山智久共編 ミネルヴァ書房 セミナー介護福祉 2000
- 『グローバリゼーションと国際社会福祉』愼燮重,萩原康生共編著 中央法規出版 2002
- 『講座戦後社会福祉の総括と二一世紀への展望 4　実践方法と援助技術』岡本民夫、窪田暁子、太田義弘共編 ドメス出版 2002
- 『エンサイクロペディア社会福祉学』一番ヶ瀬康子,右田紀久恵共監修 岡本民夫,田端光美,濱野一郎,古川孝順,宮田和明編 中央法規出版 2007

### 翻訳
- G.ハミルトン『ケースワークの理論と実際』三浦賜郎共訳 有斐閣 1960-64
- オーバートン, ティンカー編『ケースワークノートブック』柏木昭共訳 川島書店 1969
- オーバートン, ティンカー編『家族中心ケースワーク』柏木昭共訳 川島書店 1977
- マーガレット・ジベルマン『ソーシャルワーカーの役割と機能 アメリカのソーシャルワーカーの現状』日本ソーシャルワーカー協会訳 監訳 日本ソーシャルワーカー協会 1999
- カナダソーシャルワーカー協会編『ソーシャルワークとグローバリゼーション』日本ソーシャルワーカー協会国際委員会訳  監訳 相川書房 2003

## 参考
- 仲村優一教授略年譜及び業績目録 (仲村優一教授退任記念号) 社會事業の諸問題 日本社會事業短期大學研究紀要 1987-03
- デジタル版日本人名大事典